# Склон

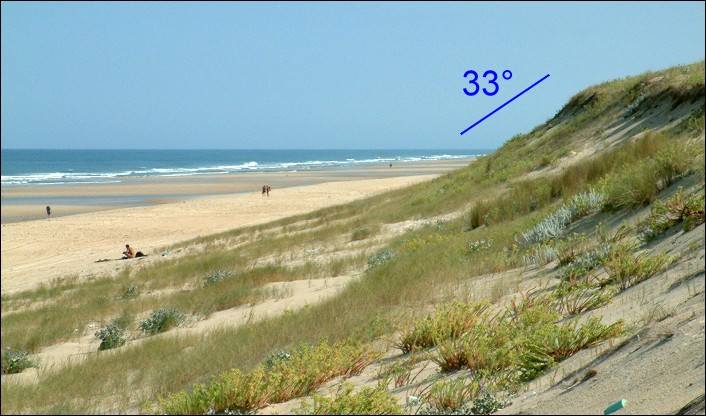
Склон крутизной 33°.

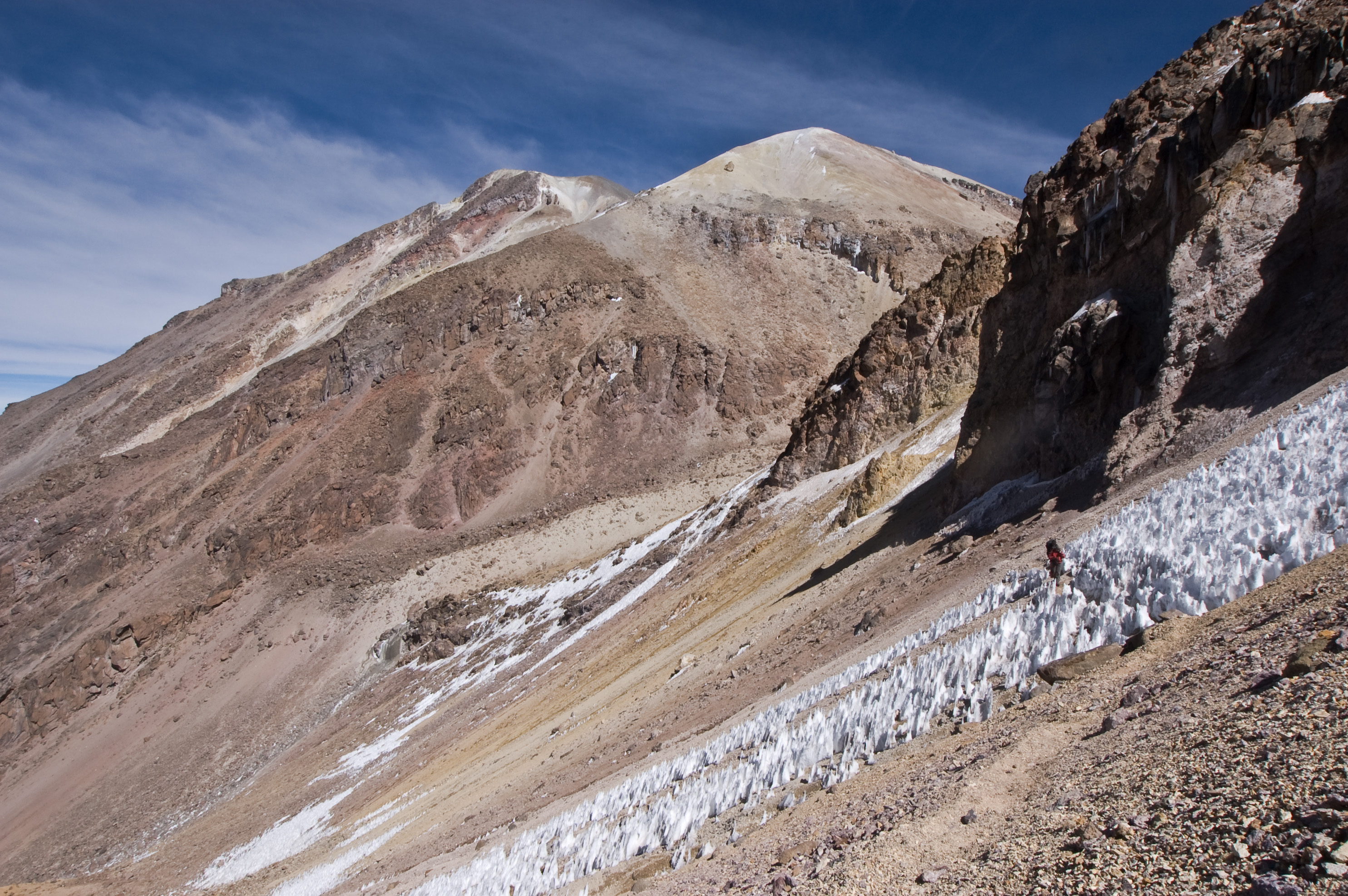
Горные склоны.

Склон — наклонный участок поверхности Земли, формирующийся в результате действия рельефообразующих процессов, протекающих на суше и на дне морей и океанов.

## История
Рельефообразующие процессы разделяются на эндогенные (медленные или быстрые, вплоть до мгновенных при землетрясениях, перекосы земной поверхности, вулканизм) и экзогенные (речная и склоновая эрозия, абразия, карст и просадки, выветривание и другое).
Характер склонов определяется составом и залеганием слагающих их пород, абсолютными и относительными высотами местности, интенсивностью склоновых процессов, в свою очередь зависящих от климата, количества и интенсивности выпадения атмосферных осадков, особенностей растительности, наличия мерзлоты и других компонентов природной среды, экспозиции склонов (расположения относительно стран (сторон) света) и господствующих ветров, деятельности человека.
Важной характеристикой склонов является их крутизна. В горах преобладают, как правило, крутые склоны, вплоть до отвесных (90°) и нависающих (с обратным уклоном) — обрывов, на равнинах — склоны пологие (менее 5°) и средней крутизны. В ходе своей эволюции под воздействием сил гравитации склоны постепенно становятся более пологими и снижаются.

## Формы
Различают следующие формы склонов:
- прямые — вертикальные (отвесные) и наклонные;
- вогнутые — верхняя часть крутая, нижняя более пологая;
- выпуклые — верхняя часть пологая, книзу постепенно крутизна увеличивается;
- ступенчатые — линия поперечного профиля осложнена одним или несколькими переломами;
- сложные.

## Виды
Различают следующие виды склонов:
- Материковый склон — один из основных элементов подводной окраины материков. Расположен между шельфом и материковым подножием. Характеризуется более крутыми уклонами поверхности по сравнению с шельфом и ложем океана (в среднем около 4°, нередко 15-20°, до 40°) и значительной расчленённостью рельефа.
- Подводный береговой склон — прибрежная полоса морского дна, непосредственно примыкающая к берегу и подвергающаяся деформациям под воздействием волн и течений.
- Склон долины водотока — повышающаяся часть долины, ограниченная сверху её бровкой, а снизу подошвой склона.